# (224962) Michaelgrünewald
(224962) Michaelgrünewald est un astéroïde de la ceinture principale.

## Description
(224962) Michaelgrunewald est un astéroïde de la ceinture principale. Il fut découvert le 11 mars 2007 à Wildberg par Rolf Apitzsch. Il présente une orbite caractérisée par un demi-grand axe de 2,47 UA, une excentricité de 0,06 et une inclinaison de 9,5° par rapport à l'écliptique.

## Compléments